# Gesneria brachysepala
Gesneria brachysepala är en tvåhjärtbladig växtart som beskrevs av Ignatz Urban och Erik Leonard Ekman. Gesneria brachysepala ingår i släktet Gesneria och familjen Gesneriaceae. Inga underarter finns listade i Catalogue of Life.